# Apanteles olorus
Apanteles olorus är en stekelart som beskrevs av Nixon 1965. Apanteles olorus ingår i släktet Apanteles och familjen bracksteklar. Inga underarter finns listade i Catalogue of Life.